# Aston Martin 1.5 litre
Pour les articles homonymes, voir Aston Martin.
Chronologie des modèles
Aucun Aston Martin DB1
L'Aston Martin 1.5 litre ou Aston Martin 1½ litre est la première série de voiture de sport du constructeur automobile britannique Aston Martin, commercialisée à quelques dizaines d'exemplaires entre 1913 et 1937.

## Historique
Lionel Martin et Robert Bamford, concessionnaires-préparateurs Singer « Bamford & Martin Limited » du quartier Kensington de Londres, conçoivent leur premier prototype de voiture de course « Coal Scuttle » en 1913, sur base de châssis Isotta Fraschini, propulsé par un moteur quatre cylindres en ligne Coventry Climax de 1,4 L de 70 ch pour 115 km/h de vitesse de pointe.
Fort de leurs premiers succès en compétition, face entre autres aux Bugatti Type 13 d'Ettore Bugatti, et à la victoire en 1913 de Lionel Martin à la course de côte Aston Clinton (en) près de Londres, les deux  associés fondent leur marque Aston Martin en 1914, pour commercialiser cette série d'Aston Martin 1.5 L à quelques dizaines d'exemplaires, sous divers évolutions techniques de moteurs et de carrosseries.
L'Aston Martin Razor Blade est conçue pour le Grand Prix automobile de France 1922, avec un nouveau moteur Aston Martin 4 cylindres en ligne 16 soupapes 1,5 L à double arbre à cames en tête de 55 ch,.
Le moteur 1,5 L est augmenté à 2 L de cylindrée en 1936, en particulier avec le prototype Aston Martin Atom (en) de 1939, à l'origine de l'Aston Martin 2-Litre Sports (ou Aston Martin DB1) qui lui succède en 1948 (avec les nouvelles initiales « DB » de David Brown, nouveau propriétaire de la marque).

## Quelques modèles 1.5 litre
- Aston Martin AM et B&M (Bamford & Martin Ltd.)
- Aston Martin Razor Blade (1923)

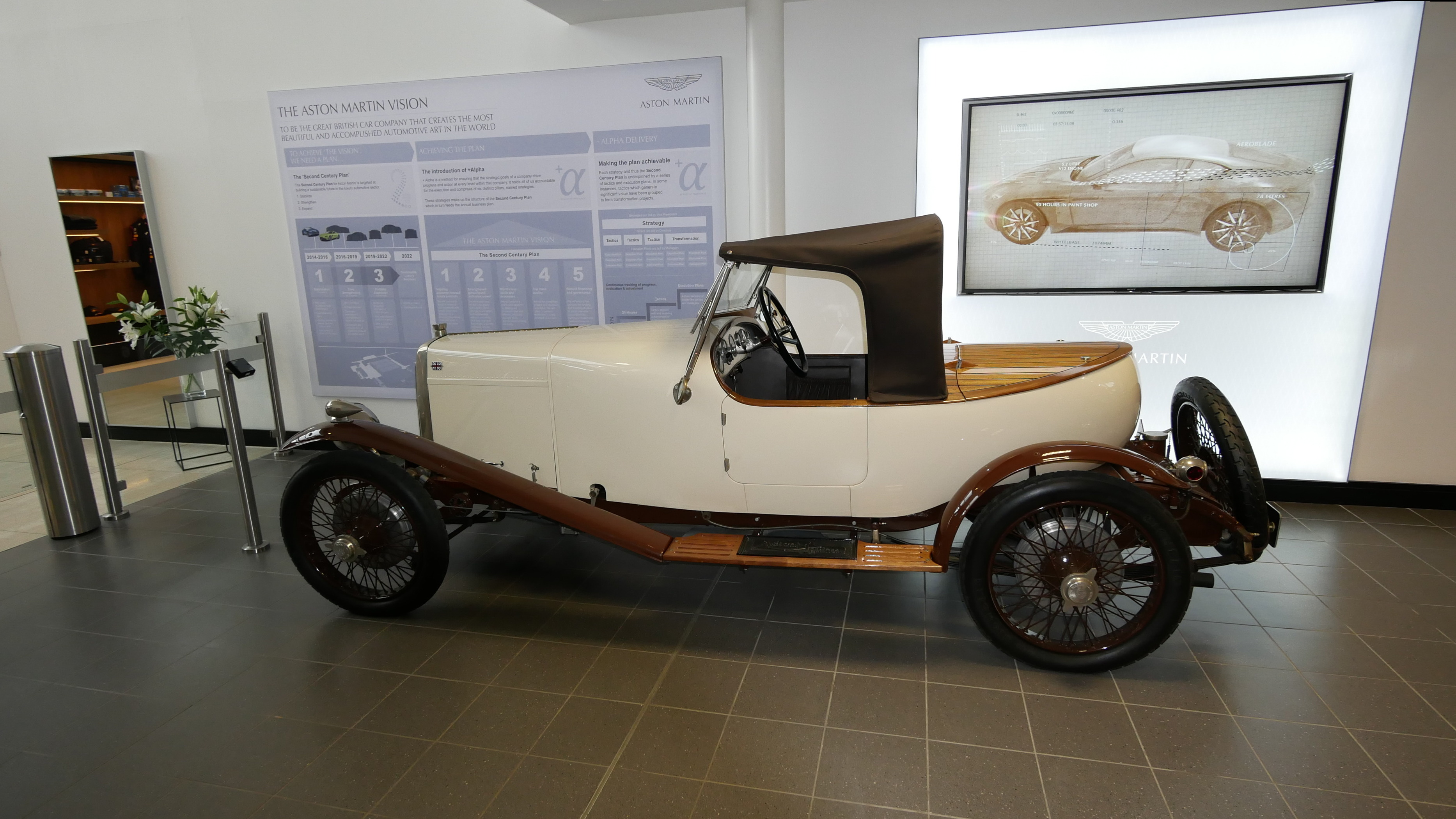
Aston Martin BoatTail (1923), au musée Aston Martin de Gaydon.

- Aston Martin Mk I Type T et Type S (1927)
- Aston Martin International Le Mans (1929-1932)
- Aston Martin Mk II (1932)
- Aston Martin LM (Le Mans) (1932-1934)
- Aston Martin Mk III Ulster
- Aston Martin 2 L (1936-1940)

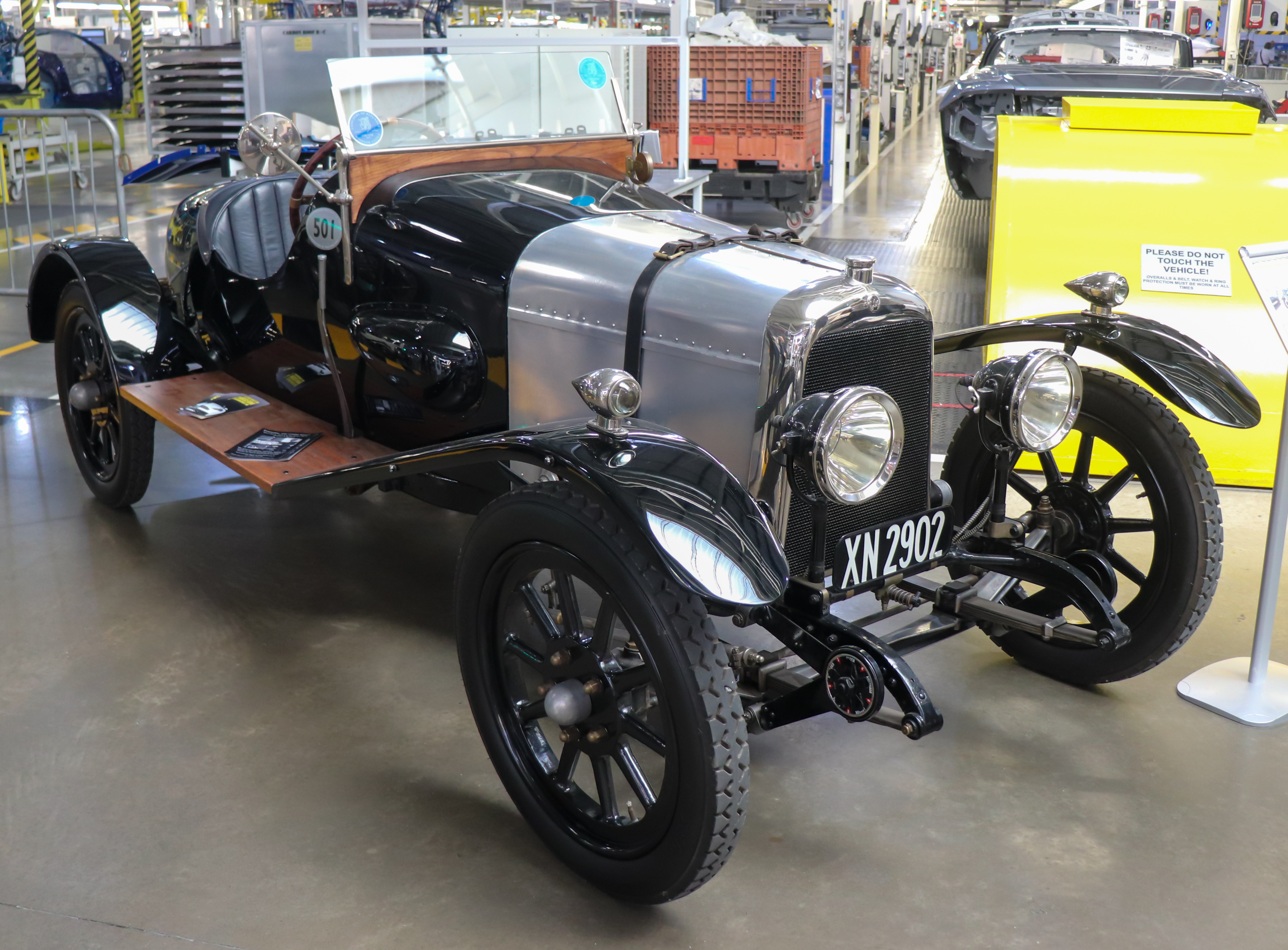
1921
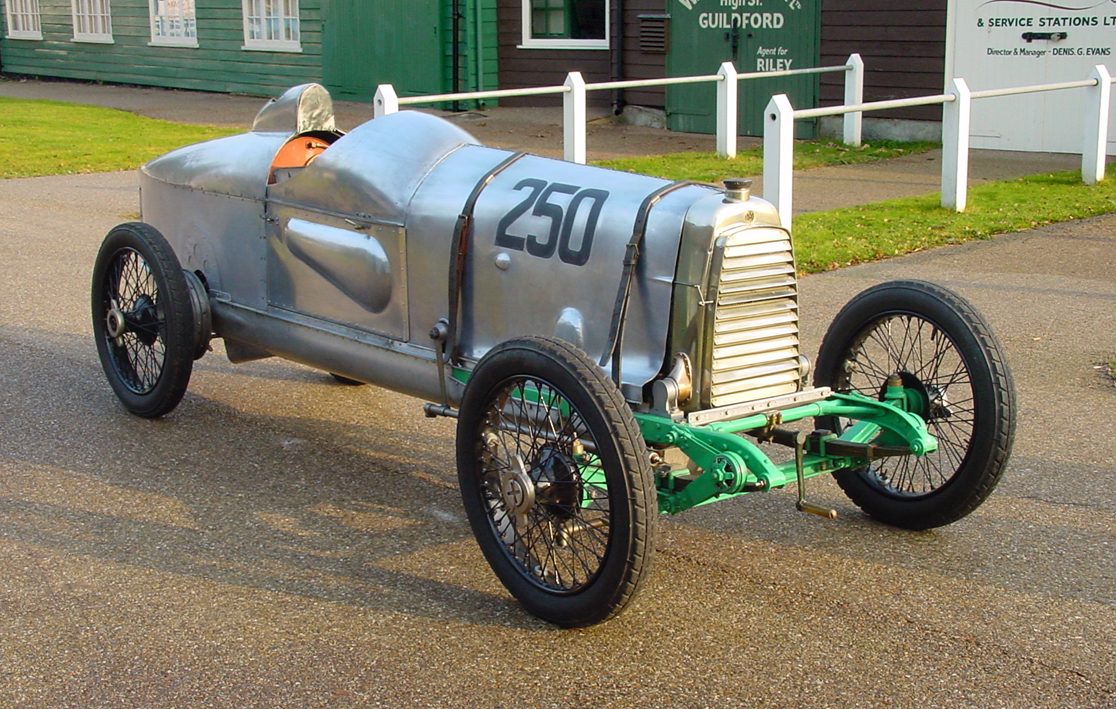
Razor Blade (1923)
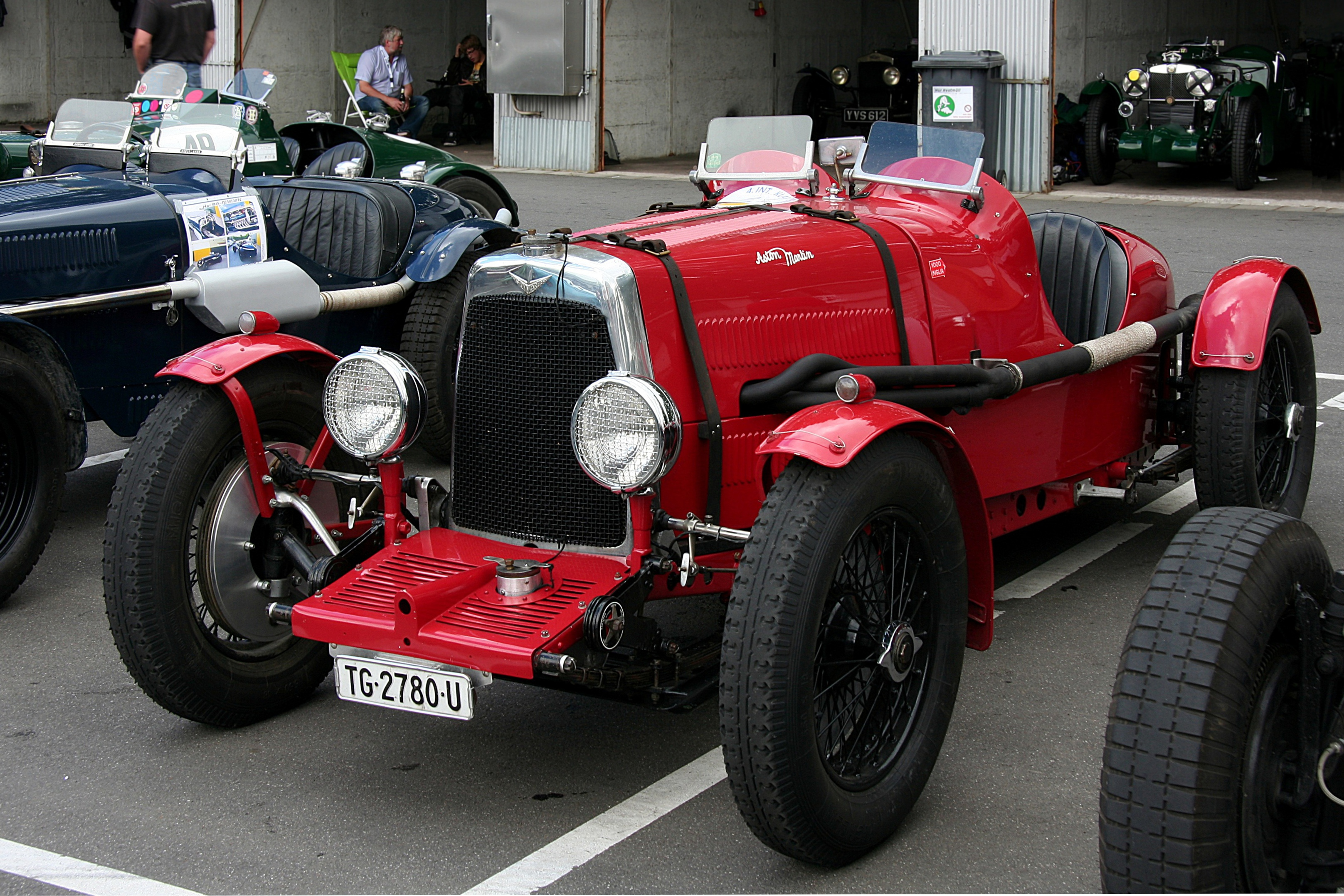
Aston Martin International (1930)
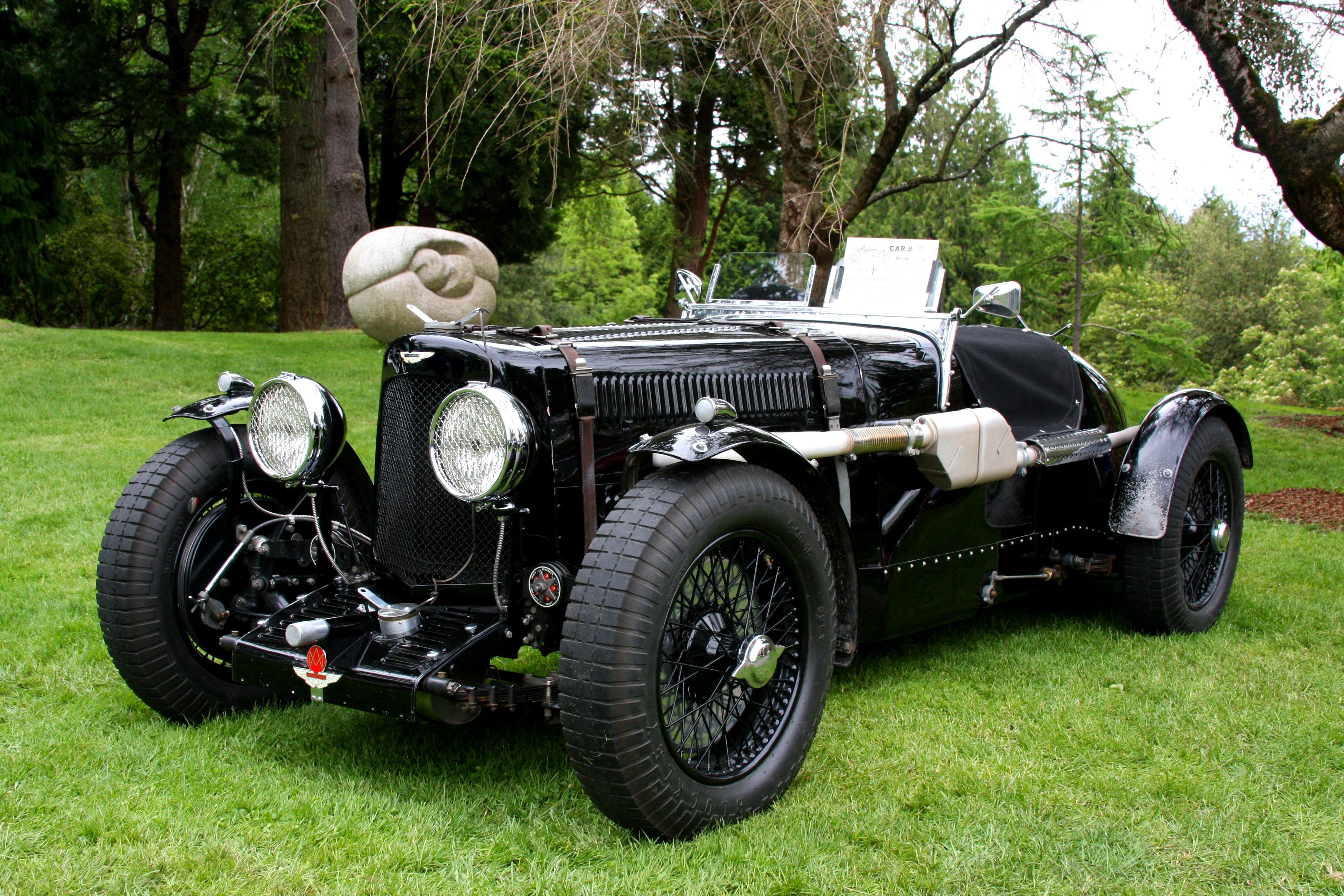
Aston Martin Ulster (1934)
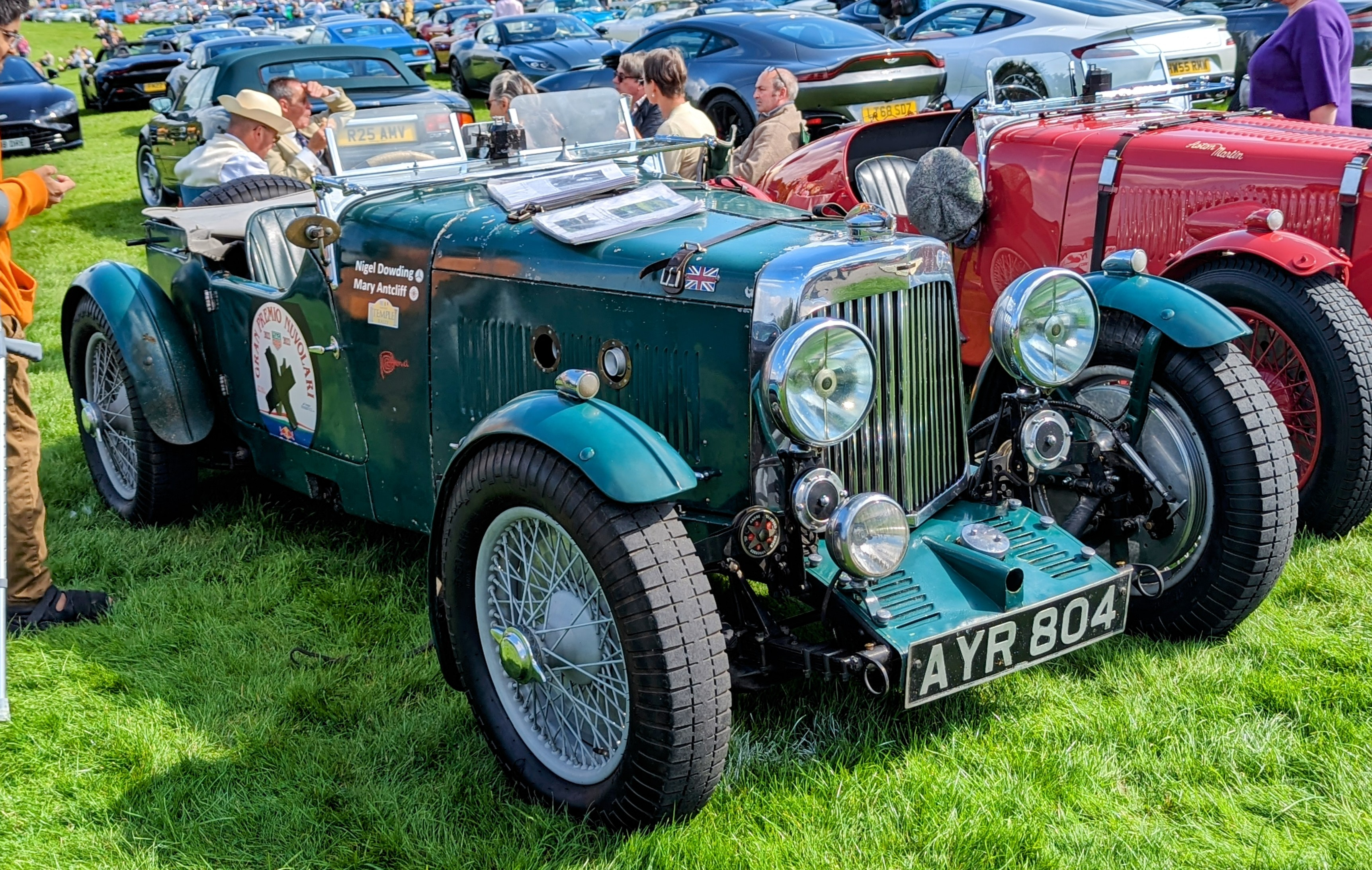
Aston Martin Mark II (1934)

## Compétition
Les Aston Martin 1.5 litre sont victorieuses de divers compétitions « catégorie 1,5 L », dont la course de côte Aston Clinton (en) de 1913, près de Londres, avec Lionel Martin, et des 24 Heures du Mans 1931, 1932, 1933, 1935 et 1937...

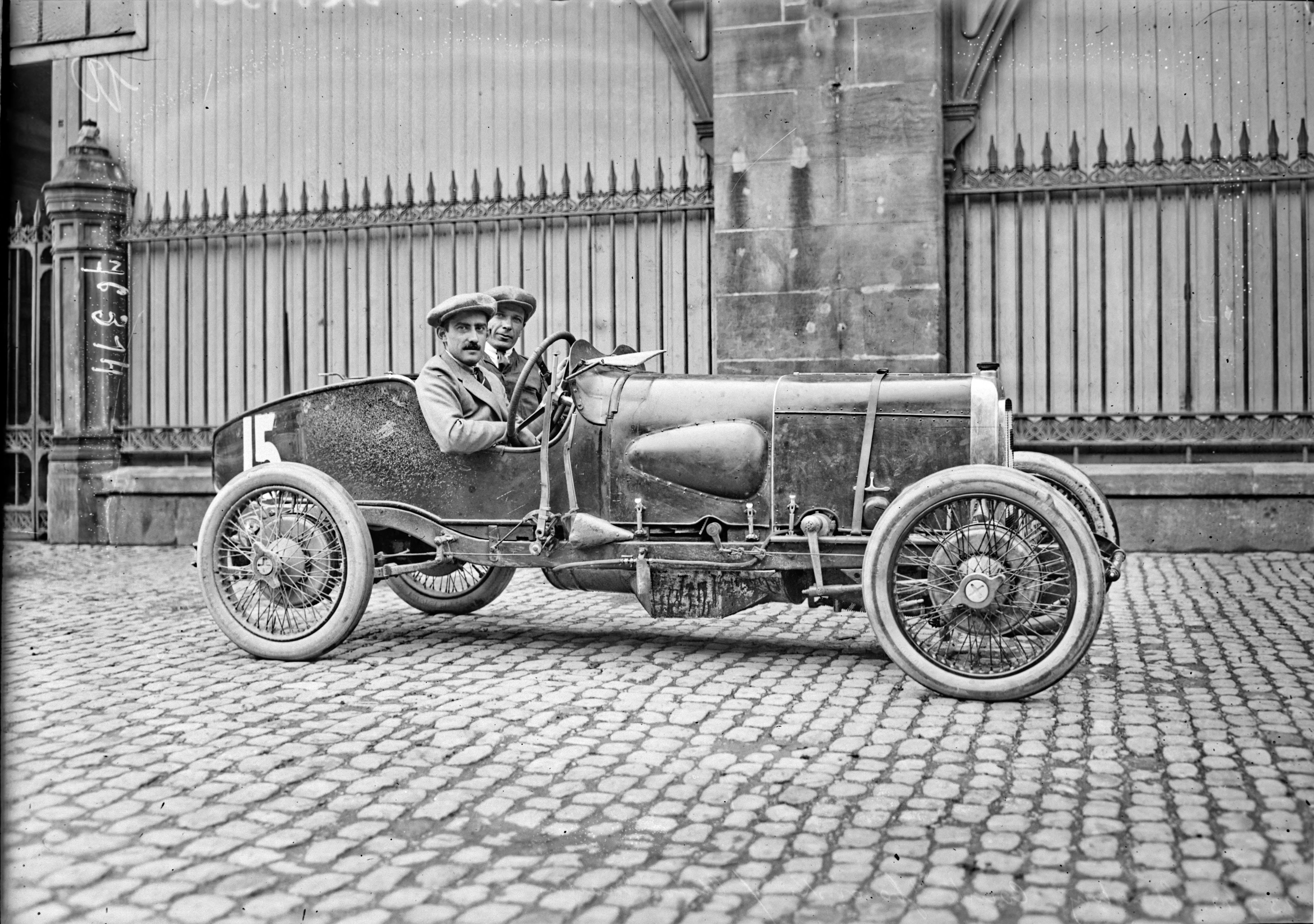
Au Grand Prix automobile de France 1922.
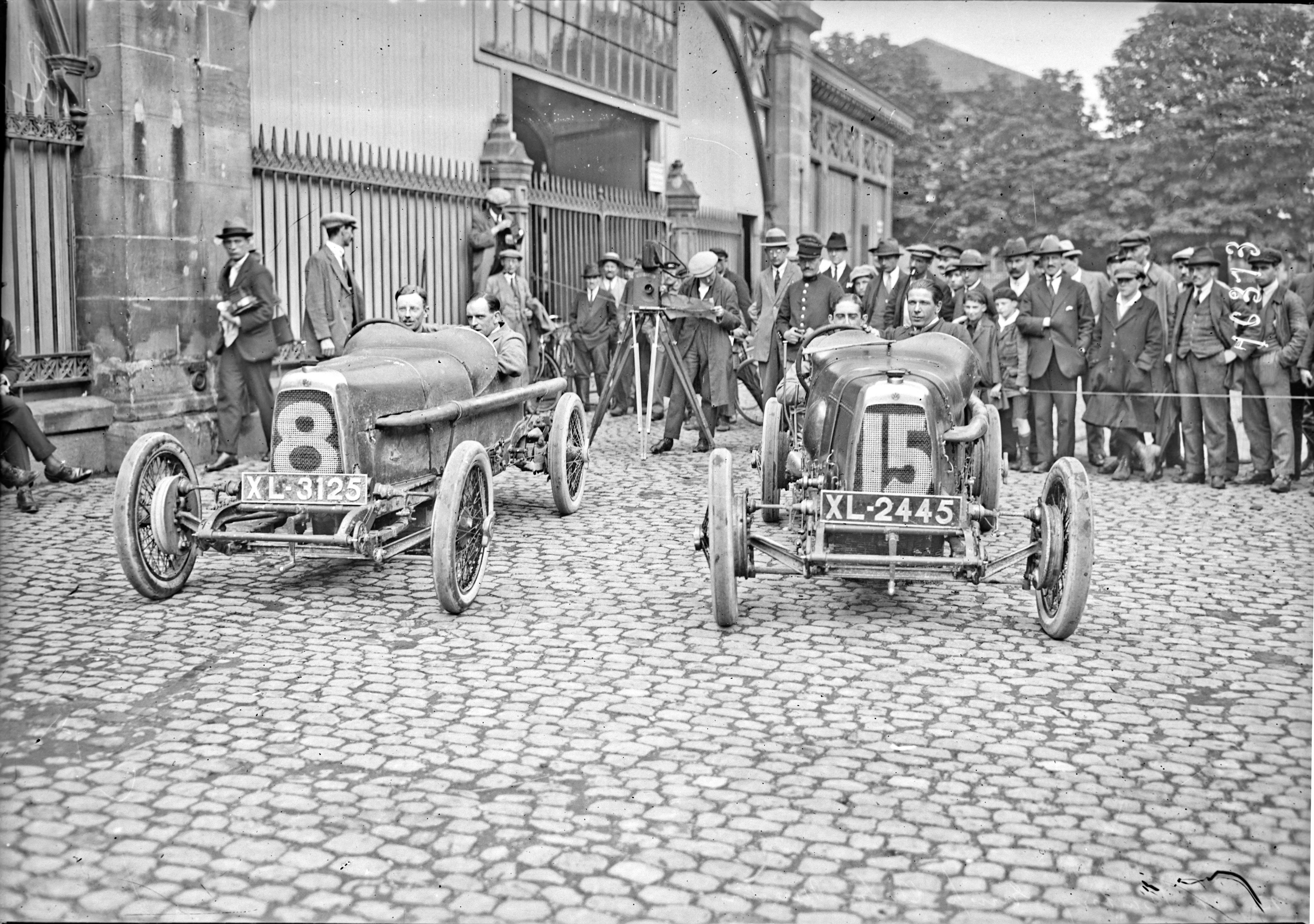
Team Aston Martin au Grand Prix automobile de France 1922.
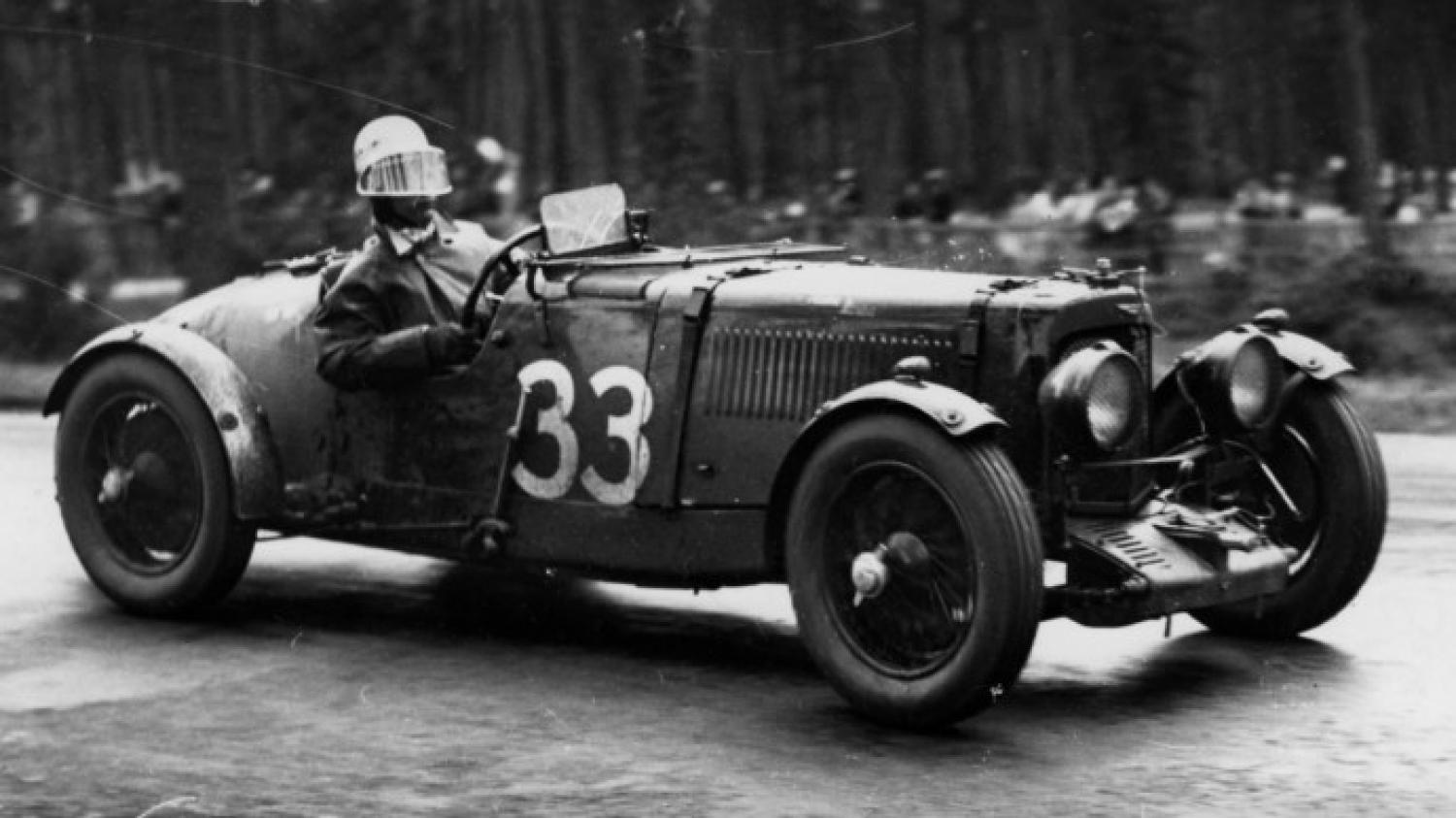
Aux 24 Heures du Mans 1935.
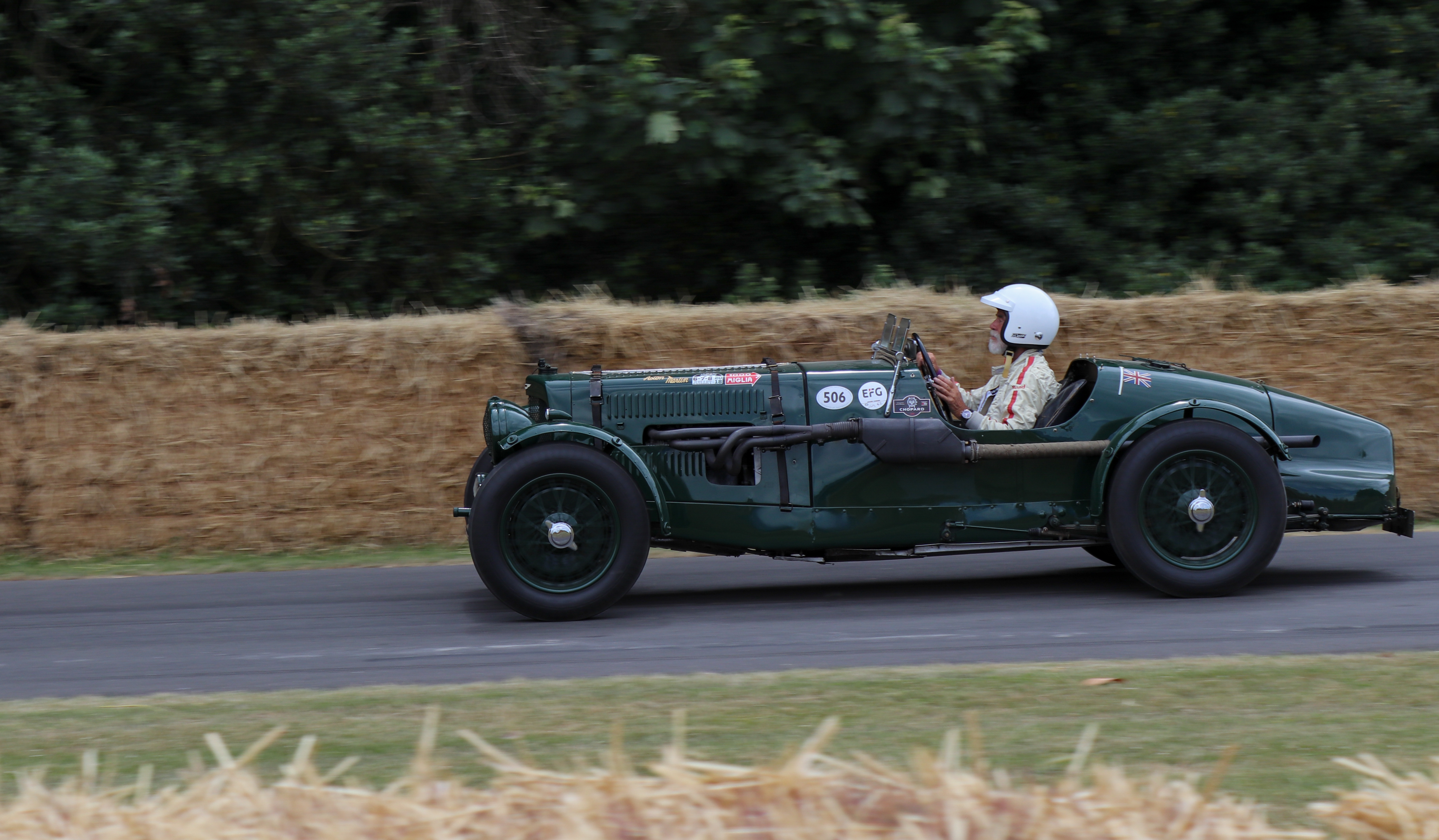
Au festival de vitesse de Goodwood 2019.